# Luis Felipe Jiménez Reina
Luis Felipe Jiménez Reina, conocido simplemente como Luisfe, (Puente Genil, 12 de junio de 1989) es un jugador de balonmano español que juega de lateral derecho en el Club Balonmano Nava de la Liga Asobal.

## Carrera
Luisfe se formó en la cantera del Club Balonmano Puente Genil del que se marchó a jugar al balonmano Antequera llegando a debutar con 17 años y teniendo y siendo jugador del primer equipo con 18 años. Tras 5 años bajo la formación y órdenes de Antonio Carlos Ortega y Xavi Sabaté, jugo 3 meses para contribuir al ascenso del Club Balonmano Huesca a la Liga Asobal. Continuó su trayectoria con una temporada en el Portland San Antonio en 2011. En 2012 fichó en el ARS Palma del Río en el que jugó una temporada de gran nivel. En 2013 fichó por el Naturhouse La Rioja, donde jugó dos temporadas rindiendo a buen nivel. En el club riojano marcó 185 goles en 57 partidos. 
Tras este buen rendimiento, fue fichado por el Fenix Toulouse HB donde solo jugó media temporada debido a la poca continuidad que tuvo en el club francés. En enero de 2016 regresó al Naturhouse La Rioja.

## Palmarés

### Olympiakos
- Liga de Grecia de balonmano (1): 2019

### AEK Atenas
- Liga de Grecia de balonmano (1): 2021
- Copa de Grecia de balonmano (1): 2021
- Copa Europea de la EHF (1): 2021

## Clubes
- Club Balonmano Puente Genil (1998-2006)
- BM Antequera (2006-2011)
- Portland San Antonio (2011-2012)
- ARS Palma del Río (2012-2013)
- Naturhouse La Rioja (2013-2015)
- Fenix Toulouse HB (2015)
- Naturhouse La Rioja (2016-2017)
- Maccabi Rishon LeZion (2017-2018)
- Olympiakos Handball (2018-2019)[6]
- Balatonfüredi KSE (2019-2020)
- AEK Atenas (2020-2021)
- BM Benidorm (2021-2022)[7]
- Club Balonmano Puente Genil (2022-2024)
- Club Balonmano Nava (2024-Act.)